# Trevico
Trevico (Trevìco) è un comune italiano di 807 abitanti della provincia di Avellino in Campania.
È il comune della regione posto alla maggior altitudine, nonché l'unico la cui sede comunale è posta oltre i 1.000 m s.l.m.

## Geografia fisica

### Territorio
Situato nell'Appennino campano, Trevico è il paese più antico e più alto della Baronia. Ribattezzato "il tetto d'Irpinia", con i suoi 1090 metri di altitudine è anche il comune più elevato dell'intera regione.
Dal centro storico la visuale è assai ampia, tanto sulla vicina valle dell'Ufita quanto verso il Tavoliere delle Puglie; è inoltre possibile scorgere alcune parti di 6 delle 20 regioni italiane. Le pendici del rilievo su cui sorge Trevico sono rivestite da fitti castagneti.

### Clima
A causa dell'altitudine il clima si presenta rigido e ventoso d'inverno ma assai fresco d'estate. A differenza che nel resto dell'Irpinia, ma analogamente alla vicina Puglia, le precipitazioni sono relativamente scarse.

## Origini del nome
Il toponimo Trivicum è attestato fin dall'epoca romana, sebbene nel Medioevo fossero utilizzate le forme Mons de Vico o semplicemente Vicum.
In quanto all'etimologia vi sono due diverse spiegazioni. Secondo una prima ipotesi, si chiama così perché formato anticamente dall'unione di tre borghi (vici in latino). Una teoria alternativa vorrebbe che il nome Trevico derivi dal culto della Dea Trivia (altro nome di Diana) cui era dedicato, proprio su quel monte, un tempio.

## Storia
Orazio, nel 37 a.C., afferma nella Quinta Satira del primo libro dei suoi Sermones di aver percorso una diramazione della via Appia, sostando in una vicina Trivici villa, mentre era in viaggio verso Brindisi per una missione diplomatica in compagnia di Mecenate e Virgilio. Se l'origine del nome Trevico è dovuta alla fusione di tre villaggi, tres vici, è opportuno risalire ad un unico centro dalle caratteristiche ben definite.
La moderna Trevico sorse però nell'alto Medioevo.
Quasi tutti i comuni della Baronia erano in origine casali di Trevico, che nel Medioevo era detta Mons de Vico o semplicemente Vicum.
L'importanza di Trevico crebbe nel tempo. Sotto i Normanni divenne sede di diocesi e venne per la prima volta usato il termine "Baronia" nel 1122 per indicare i possedimenti di Riccardo filius Riccardi che divenne appunto barone di Trevico, Contra e Flumeri.
Appartenuta a Gonzalo Fernández de Córdoba nel secolo XVI, passò poi a Ferrante Loffredo, la cui famiglia la tenne con titolo di marchesato fino all'eversione della feudalità.
Nell'Ottocento il comune fece parte del circondario di Castelbaronia ricadente nel distretto di Ariano nell'ambito del principato Ultra all'interno del regno delle Due Sicilie. In epoca postunitaria Trevico fu parte del mandamento di Castelbaronia nell'ambito del circondario di Ariano di Puglia all'interno della provincia di Avellino.

## Monumenti e luoghi d'interesse

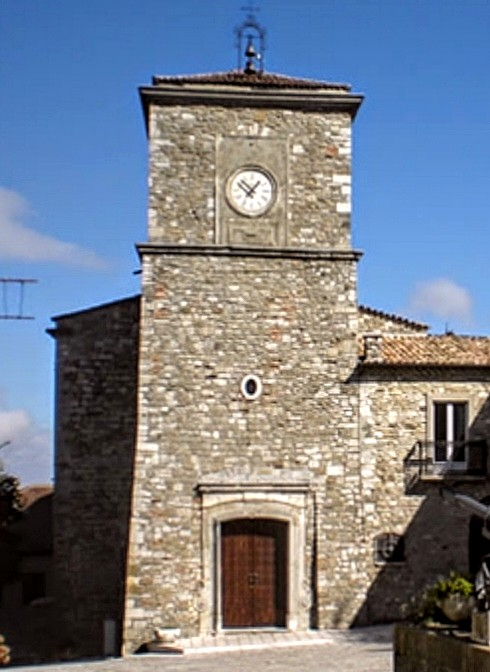
La cattedrale

### Architetture religiose

#### Cattedrale
Dedicata a Santa Maria Assunta, fu edificata fra il V e il VI secolo, con pianta a croce greca. Tuttavia nell'XI secolo, allorquando Trevico fu eretta a sede vescovile, l'edificio fu profondamente modificato tanto che l'ingresso principale venne ricavato nel corpo del campanile. Ingrandita nel Cinquecento, venne gravemente lesionata durante il terremoto del 1694 e poi nuovamente a causa del sisma del 1702. Dopo lunghi lavori di ristrutturazione, patì gravi danni per effetto del terremoto del 1732. Rimodernata a fine Ottocento, venne ancora una volta danneggiata dal terremoto dell'Irpinia del 1980, cui seguì l'ennesimo restauro. Dichiarata monumento nazionale, custodisce le reliquie di Sant'Euplio e della martire palermitana Santa Rosalia.

#### Cripta
Situata nei sotterranei della Cattedrale, ma provvista di ingresso autonomo, è di origine assai antica (il portale in stile gotico porta la data del 1409). A seguito di restauri eseguiti nel XX secolo, furono rinvenuti un altare sacrificale, due statue lignee della Madonna della Libera, tracce di affreschi (forse realizzati da allievi napoletani di Giotto) oltre a statue e dipinti antichi. La cripta è fornita di una serie di lucernari e orientata in modo tale da consentire l'illuminazione naturale..

### Architetture militari

#### Castello
Il castello di Trevico si ergeva sul punto più alto del paese, in posizione ottimale per la difesa. Già esistente all'epoca della dominazione normanna, quando vi risiedeva Gradilone signore di Trevico e della Baronia, il castello divenne poi la dimora dei feudatari locali. Progressivamente abbandonato a partire dal XV-XVI secolo, cadde rapidamente in rovina. Di esso rimangono soltanto alcune cortine murarie munite di finestroni e i resti di una torre in stile aragonese.

### Architetture civili

#### Palazzo Scola
È questa la casa in cui il regista Ettore Scola nacque (nel 1931) e trascorse la prima infanzia. Ubicato fra i vicoli del centro storico in posizione assai panoramica, conserva molti degli elementi stilistici e decorativi originari. Ristrutturato dopo i danni patiti a seguito del sisma del 1980, nel 2003 venne donato dalla famiglia Scola al comune di Trevico. Pur avendo risieduto stabilmente a Roma, Ettore Scola mantenne sempre legami molto stretti con il borgo d'origine, il cui nome compare anche nel titolo di un film (Trevico-Torino - Viaggio nel Fiat-Nam, girato nel 1973).

## Società

### Evoluzione demografica
Abitanti censiti

### Etnie e minoranze straniere
Al 31 dicembre 2010 risultano residenti nel territorio di Trevico 23 cittadini stranieri, pari al 2,12% della popolazione comunale.

### Lingue e dialetti
Accanto alla lingua italiana, a Trevico è in uso una varietà del dialetto irpino.

### Religione
La diocesi di Trevico, attestata fin dal 1058, si estendeva su tutta la Baronia. La sede vescovile venne però soppressa nel 1818 e aggregata a Lacedonia. Dal 1986 Trevico fa parte della diocesi di Ariano Irpino-Lacedonia.

## Geografia antropica
Il centro cittadino, situato sulla vetta del monte di Trevico, accoglie solo una parte della popolazione residente. Una parte cospicua risiede invece nelle frazioni ubicate lungo il versante nord, a mezza costa. Tra le frazioni più notevoli si citano Molini, Caprareccia, Farullo e Lungarella.

## Economia
Le attività agro-silvo-pastorali sono alla base dell'economia locale. I tre principali prodotti tipici, quali la castagna di Trevico (di origini assai antiche), la patata di Trevico (impiantata fin dagli inizi dell'Ottocento) e il prosciutto di Trevico (anch'esso attestato fin dall'Ottocento), si fregiano del marchio PAT rilasciato dal Ministero delle politiche agricole alimentari e forestali.

## Amministrazione
| Periodo          | Periodo        | Primo cittadino           | Partito                                 | Carica  | Note |
| ---------------- | -------------- | ------------------------- | --------------------------------------- | ------- | ---- |
| 21 novembre 1993 | 23 aprile 1995 | Giuseppe Zamarra          | Democrazia Cristiana                    | Sindaco |      |
| 23 aprile 1995   | 13 giugno 1999 | Rosario Rossi             | Partito Popolare Italiano               | Sindaco |      |
| 13 giugno 1999   | 12 giugno 2004 | Giuseppe Antonio Solimine | Partito Popolare Italiano La Margherita | Sindaco |      |
| 12 giugno 2004   | 8 giugno 2009  | Giuseppe Antonio Solimine | La Margherita Partito Democratico       | Sindaco |      |
| 8 giugno 2009    | 26 maggio 2014 | Antonio Picari            | Lista civica                            | Sindaco |      |
| 26 maggio 2014   | 27 maggio 2019 | Nicolino Rossi            | Lista civica                            | Sindaco |      |
| 27 maggio 2019   | in carica      | Nicolino Rossi            | Lista civica                            | Sindaco |      |

### Altre informazioni amministrative
Il comune fa parte della Comunità montana dell'Ufita.